# 情感 (心理學)

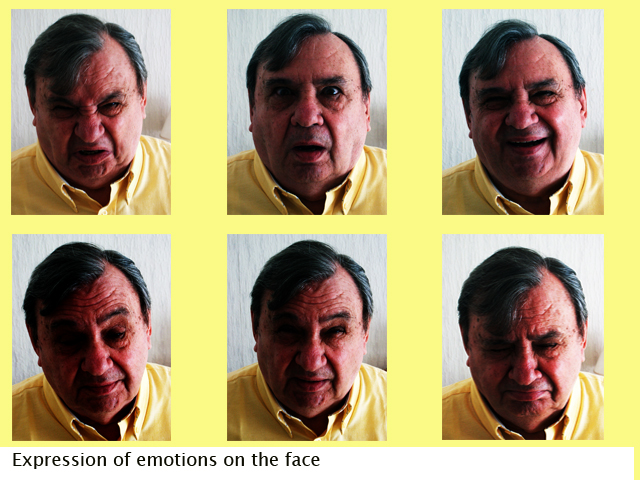
面部表情

情感（英語：Affect）是心理學中用來描述感覺或情緒經驗的概念。情感一詞在其他領域有不同的含義。在心理學中，情感是生物體與刺激相互作用的導體。這個詞有時也指情感表達，像是以面部、聲音或手勢等行為作為情感的指標。
情感領域是現代心理學描述的三個分支之一，這三個分支為認知、意動和情感。情感也在「心理學ABC（ABC of psychology）」的行列中，即 「情感（Affect）」、「行為（Behavior）」和「認知（Cognition）」。 
情感狀態是一種心理－生理學結構（psycho-physiological constructs）。目前大多數的觀點認為，情感狀態主要沿著三個主要方面變化：效價（valence）、喚起（arousal）和動機強度（Motivational salience）。效價是對經驗狀態主觀的正面評價。情緒效價則是指情緒的後果、情緒引發的情境或主觀感受的態度。喚起能夠透過交感神經系統的啟動來做客觀的測量，也能夠通過自我報告進行主觀的評估。喚起是一種與動機強度密切相關的結構，但它們的不同之處在於動機必然會引起動作，而喚起則不然。動機強度是指對於行動的衝動、渴望走向或遠離刺激的力量。簡單動作也可以沒有動機衝動。